# Dorāha
Dorāha är en ort i Indien.   Den ligger i distriktet Ludhiana och delstaten Punjab, i den norra delen av landet, 270 km norr om huvudstaden New Delhi. Dorāha ligger 262 meter över havet och antalet invånare är 23 545.
Terrängen runt Dorāha är mycket platt. Runt Dorāha är det tätbefolkat, med 762 invånare per kvadratkilometer. Dorāha är det största samhället i trakten. Trakten runt Dorāha består till största delen av jordbruksmark.